# Paulo Ferreira
Paulo Renato Rebocho Ferreira (ur. 18 stycznia 1979 w Cascais) – portugalski piłkarz grający na pozycji obrońcy. W latach 2004–2013 zawodnik Chelsea.

## Kariera klubowa
Profesjonalną karierę piłkarską rozpoczął w GD Estoril-Praia, w którego barwach zadebiutował w sezonie 1997/1998. W 2000 roku przeszedł do Vitória Futebol Clube w mieście Setúbal, gdzie był podstawowym zawodnikiem i przez następne dwa lata rozegrał w lidze 68 meczów oraz strzelił dwa gole.

### FC Porto
W 2002 przeniósł się do FC Porto. W nowym zespole zadebiutował 25 sierpnia w zremisowanym 2:2 meczu przeciwko CF Os Belenenses. W sezonie 2002/2003 zdobył ze swoją drużyną mistrzostwo Portugalii oraz wywalczył Puchar UEFA – w finałowym meczu z Celtikiem wystąpił w podstawowym składzie.
W latach 2002–2004 Ferreira był podstawowym zawodnikiem FC Porto. W sezonie 2003/2004 ponownie zdobył z nim mistrzostwo Portugalii, wygrał również rozgrywki Ligi Mistrzów – w finałowym meczu z AS Monaco zagrał przez pełne 90 minut.

### Chelsea
Latem 2004 roku przeszedł do Chelsea za kwotę ok. 13 milionów funtów. W angielskim zespole zadebiutował 15 sierpnia w wygranym 1:0 spotkaniu z Manchesterem United, natomiast pierwszego gola zdobył 19 lutego 2006 w meczu Pucharu Anglii z Colchester United. Do 2008 regularnie występował w barwach Chelsea, w sezonie 2008/2009 rozegrał tylko 12 meczów, w następnych trzech sezonach również pełnił funkcję rezerwowego.
Wraz z Chelsea trzykrotnie został mistrzem Anglii (2005, 2006, 2010), czterokrotnie zdobył puchar Anglii (2007, 2009, 2010, 2012). Ponadto dwukrotnie wywalczył Tarczę Wspólnoty (2005, 2010) i dwukrotnie sięgnął po Puchar Ligi (2005, 2007). W sezonie 2007/2008 dotarł z londyńską drużyną do finału Ligi Mistrzów – w nim jednak nie wystąpił. Cztery lata później (2012) wraz z Chelsea wygrał rozgrywki Ligi Mistrzów – w finałowym spotkaniu z Bayernem Monachium nie zagrał, jednak występował we wcześniejszych rundach, m.in. w meczu ćwierćfinałowym z Benficą (1:0).

## Kariera reprezentacyjna
W reprezentacji Portugalii zadebiutował 7 września 2002 roku w towarzyskim spotkaniu z Anglią (1:1). Wraz z kadrą wziął udział w Mistrzostwach Europy 2004. W turnieju tym Portugalia zajęła drugie miejsce, a w finałowym meczu z Grecją Ferreira grał od 43 minuty.
Ferreira wystąpił również na mistrzostwach świata w Niemczech (2006), gdzie rozegrał trzy mecze, w tym spotkanie o trzecie miejsce z gospodarzami imprezy zakończone porażką 1:3.
Brał także udział w EURO 2008 i mistrzostwach świata w RPA (2010). Na tym ostatnim turnieju zagrał tylko w jednym meczu – wystąpił przez pełne 90 minut w spotkaniu fazy grupowej z Wybrzeżem Kości Słoniowej (0:0).
Karierę reprezentacyjną zakończył w sierpniu 2010 roku. Łącznie w barwach narodowych rozegrał 62 mecze.

## Statystyki Kariery

### Klubowa[11]
| Klub            | Sezon        | Liga            | Liga  | Liga | Puchar Krajowy | Puchar Krajowy | Puchar Ligi | Puchar Ligi | Puchary Europejskie | Puchary Europejskie | Inne  | Inne | Razem | Razem |
| Klub            | Sezon        | Dywizja         | Wyst. | Gole | Wyst.          | Gole           | Wyst.       | Gole        | Wyst.               | Gole                | Wyst. | Gole | Wyst. | Gole  |
| --------------- | ------------ | --------------- | ----- | ---- | -------------- | -------------- | ----------- | ----------- | ------------------- | ------------------- | ----- | ---- | ----- | ----- |
| Estoril         | 1997–98      | Segunda Liga    | 0     | 0    | 0              | 0              | –           | –           | –                   | –                   | –     | –    | 0     | 0     |
| Estoril         | 1998–99      | Segunda Liga    | 15    | 0    | 0              | 0              | –           | –           | –                   | –                   | –     | –    | 15    | 0     |
| Estoril         | 1999–2000    | Segunda Divisão | 21    | 2    | 1              | 1              | –           | –           | –                   | –                   | –     | –    | 22    | 3     |
| Estoril         | Razem        | Razem           | 36    | 2    | 1              | 1              | 0           | 0           | 0                   | 0                   | 0     | 0    | 37    | 3     |
| Vitória Setúbal | 2000–01      | Segunda Liga    | 33    | 2    | 2              | 0              | –           | –           | –                   | –                   | –     | –    | 35    | 2     |
| Vitória Setúbal | 2001–02      | Primeira Liga   | 34    | 0    | 2              | 0              | –           | –           | –                   | –                   | –     | –    | 36    | 0     |
| Vitória Setúbal | Razem        | Razem           | 67    | 2    | 4              | 0              | 0           | 0           | 0                   | 0                   | 0     | 0    | 71    | 2     |
| Porto           | 2002–03      | Primeira Liga   | 30    | 0    | 5              | 0              | –           | –           | 12                  | 0                   | –     | –    | 47    | 0     |
| Porto           | 2003–04      | Primeira Liga   | 32    | 0    | 5              | 0              | –           | –           | 13                  | 0                   | 2     | 0    | 52    | 0     |
| Porto           | Razem        | Razem           | 62    | 0    | 10             | 0              | 0           | 0           | 25                  | 0                   | 2     | 0    | 99    | 0     |
| Chelsea         | 2004–05      | Premier League  | 29    | 0    | 1              | 0              | 5           | 0           | 7                   | 0                   | –     | –    | 42    | 0     |
| Chelsea         | 2005–06      | Premier League  | 21    | 0    | 3              | 1              | 1           | 0           | 6                   | 0                   | 1     | 0    | 32    | 1     |
| Chelsea         | 2006–07      | Premier League  | 24    | 0    | 5              | 0              | 2           | 0           | 6                   | 0                   | 1     | 0    | 38    | 0     |
| Chelsea         | 2007–08      | Premier League  | 18    | 0    | 3              | 0              | 2           | 0           | 5                   | 0                   | –     | –    | 28    | 0     |
| Chelsea         | 2008–09      | Premier League  | 7     | 0    | 1              | 0              | 2           | 0           | 2                   | 0                   | –     | –    | 12    | 0     |
| Chelsea         | 2009–10      | Premier League  | 13    | 0    | 4              | 0              | 3           | 1           | 0                   | 0                   | –     | –    | 20    | 1     |
| Chelsea         | 2010–11      | Premier League  | 21    | 0    | 1              | 0              | 1           | 0           | 5                   | 0                   | 1     | 0    | 29    | 0     |
| Chelsea         | 2011–12      | Premier League  | 6     | 0    | 0              | 0              | 1           | 0           | 2                   | 0                   | –     | –    | 9     | 0     |
| Chelsea         | 2012–13      | Premier League  | 2     | 0    | 1              | 0              | 1           | 0           | 2                   | 0                   | 1     | 0    | 7     | 0     |
| Chelsea         | Razem        | Razem           | 141   | 0    | 19             | 1              | 18          | 1           | 35                  | 0                   | 4     | 0    | 217   | 2     |
| Suma kariery    | Suma kariery | Suma kariery    | 306   | 4    | 34             | 2              | 18          | 1           | 60                  | 0                   | 6     | 0    | 424   | 7     |

### Reprezentacyjna[24]
| Dryżyna Narodowa | Lata  | Mecze | Gole |
| ---------------- | ----- | ----- | ---- |
| Portugalia       | 2002  | 2     | 0    |
| Portugalia       | 2003  | 6     | 0    |
| Portugalia       | 2004  | 11    | 0    |
| Portugalia       | 2005  | 9     | 0    |
| Portugalia       | 2006  | 7     | 0    |
| Portugalia       | 2007  | 9     | 0    |
| Portugalia       | 2008  | 11    | 0    |
| Portugalia       | 2009  | 3     | 0    |
| Portugalia       | 2010  | 4     | 0    |
| Razem            | Razem | 62    | 0    |

## Odznaczenia
- Oficer Orderu Infanta Henryka – 2004[25]